# Oxytropis subverticillaris
Oxytropis subverticillaris là một loài thực vật có hoa trong họ Đậu. Loài này được Ledeb. miêu tả khoa học đầu tiên.